# Samurai Sentai Shinkenger
Go-ongers Goseigers
Samurai Sentai Shinkenger (侍戦隊シンケンジャー, Samurai Sentai Shinkenjā, littéralement Shinkenger, l'escadron des samouraïs) est une série télévisée japonaise du genre sentai, diffusée du 15 février 2009 au 7 février 2010 sur  TV Asahi.

## Synopsis
Depuis toujours, les Gedoshu, monstres vivant dans les interstices qui connectent notre monde à l'autre monde où coule la rivière Sanzu, attaquent et terrifient les humains. Après avoir été vaincus autrefois par le clan Shiba, ils réapparaissent aujourd'hui. Cependant se dressent sur leur chemin le chef actuel du clan, le jeune Shiba Takeru, ainsi que ses quatre vassaux, qui défendent l'humanité dans un périlleux combat.

## Shinkengers
| Acteur                                     | Personnage                                                | Ranger                                                       | Motif                         | Épithète                                              |
| ------------------------------------------ | --------------------------------------------------------- | ------------------------------------------------------------ | ----------------------------- | ----------------------------------------------------- |
| Tori Matsuzaka (松坂 桃李, Matsuzaka Tōri) | Takeru Shiba (志葉 丈瑠, Shiba Takeru)                    | Shinken Red (シンケンレッド, Shinken Reddo)                  | Lion (獅子, Shishi)           | Le Samouraï du feu (火の侍, Hi no Samurai)            |
| Hiroki Aiba (相葉 弘樹, Aiba Hiroki)       | Ryunosuke Ikenami (池波 流ノ介, Ikenami Ryūnosuke)        | Shinken Blue (シンケンブルー, Shinken Burū)                  | Dragon (竜, Ryū)              | le Samouraï de l'Eau (水の侍, Mizu no Samurai)        |
| Rin Takanashi (高梨 臨, Takanashi Rin)     | Mako Shiraishi (白石 茉子, Shiraishi Mako)                | Shinken Pink (シンケンピンク, Shinken Pinku)                 | Tortue marine (海亀, Umigame) | la Samouraï du Ciel (天の侍, Ten no Samurai)          |
| Shogo Suzuki (鈴木 勝吾, Suzuki Shōgo)     | Chiaki Tani (谷 千明, Tani Chiaki)                        | Shinken Green (シンケングリーン, Shinken Gurīn)              | Ours (熊, Kuma)               | le Samouraï du Bois (木の侍, Ki no Samurai)           |
| Suzuka Morita (森田 涼花, Morita Suzuka)   | Kotoha Hanaori (花織 ことは, Hanaori Kotoha)              | Shinken Yellow (シンケンイエロー, Shinken Ierō)              | Singe (猿, Saru)              | la Samouraï de la Terre (土の侍, Tsuchi no Samurai)   |
| Keisuke Sohma (相馬 圭祐, Sōma Keisuke)    | Genta Umemori (梅盛 源太, Umemori Genta) (épisodes 17-49) | Shinken Gold (シンケンゴールド, Shinken Gōrudo)              | Crevette (海老, Ebi)          | le Samouraï de la Lumière (光の侍, Hikari no Samurai) |
| Runa Natsui (夏居 瑠奈, Natsui Runa)       | Kaoru Shiba (志葉 薫, Shiba Kaoru) (épisodes 44-49)       | Princesse Shinken Red (姫シンケンレッド, Hime Shinken Reddo) | Lion (獅子, Shishi)           | la Samouraï du feu (火の侍, Hi no Samurai)            |

### Kamen Riders
| Acteur         | Personnage     | Rider                          | Arsenal                        |
| -------------- | -------------- | ------------------------------ | ------------------------------ |
| Masahiro Inoue | Tsukasa Kadoya | Kamen Rider Decade             | Decadriver/Rider Cards/K-Touch |
| Kimito Totani  | Daiki Kaito    | Kamen Rider Diend              | Diendriver /Rider Cards        |
| Ryouta Murai   | Yusuke Onodera | Kamen Rider Kuuga (Alternatif) | Arcle                          |

### Takeru Shiba
Takeru est l'héritier de la famille Shiba. De ce fait, il prend très au sérieux son rôle de protecteur. Il n'hésite pas à punir ses propres vassaux, en les renvoyant ou à coups de punition, si ceux-ci commettent des fautes. Il espère ainsi que tous adoptent un esprit de perfection, car la moindre erreur face aux Gedoshu peut être fatale. Il garde toujours un air grave, privilégiant l'entraînement et la protection des citoyens avant tout de chose, mais il apparaît que son jeune âge, son manque d'expérience et son manque de légèreté le handicapent dans son statut de Seigneur.
Il revêt la combinaison de Shinken Red ; son arme est le Zanbato, une épée démesurée. Il possède l'origami du Lion, est également le gardien de l'origami Tigre, après l'avoir capturé, puis de Ushi Origami après avoir pu le stopper.

### Ryunosuke Ikenami
Ryunosuke est à la base un acteur de théâtre kabuki, bien que sa famille soit complètement dévouée à la cause de la famille Shiba. Il attendait donc impatiemment d'être appelé, ce qui arriva au milieu d'une représentation, qu'il abandonna sans hésitation - et sous les encouragements de son père. Il prend très au sérieux son rôle de vassal, possède un rythme de vie sérieux et minuté, et il est complètement dévoué à Takeru et à la cause de Samouraï. Il manifeste donc ses élans avec une exagération théâtrale, ce qui a le don de provoquer l'amusement de ses compagnons.
Il revêt l'armure de Shinken Blue ; son arme est le yumi, un arc de guerre, qui peut lancer des flèches à eau. Il possède l'origami du Dragon, et il est également le gardien de l'origami Espadon, après l'avoir capturé.

### Mako Shiraishi
Elle fait figure de grande sœur, voire de mère, comme le démontre son métier de puéricultrice au moment où elle est appelée par Takeru. Elle s'exprime de manière posée et analyse beaucoup. Elle semble parler plus de sagesse ou de raisonnement auprès de Takeru, contrairement aux trois autres Shinkengers.
Elle revêt l'armure de Shinken Pink ; son arme le gunsen, l'éventail de guerre, et son symbole est le ciel. Elle possède l'origami de la tortue.

### Chiaki Tani
Chiaki est indolent, arrogant et insubordonné ; il s'oppose régulièrement à Takeru, refusant de lui être inférieur socialement, et minimise l'importance de l'entraînement, ce qui vient inévitablement à ce qu'il quitte la maison pour jouer rejoindre une salle d'arcade, faisant fi de l'autorité de la maison Shiba. Il est cependant très impressionnable par la technique de ses compagnons et préfère s'entraîner de son côté, se surpassant sans cesse et faisant souvent preuve d'esprit tactique et de créativité au combat.
Il revêt l'armure de Shinken Green ; son arme le yari, la lance de guerre, et son symbole est le bois. Il possède l'origami de l'ours, et possède aussi l'origami du Scarabée, qui devait revenir normalement à Mako.

### Kotoha Hanaori
Elle semble la plus jeune et la plus fragile (elle a 16-17 ans environ). À l'origine, sa grande sœur devait prendre la place de vassale, mais une grave maladie l'empêcha et ce rôle échut à Kotoha. Elle a un complexe d'infériorité, est plutôt maladroite mais tous reconnaissent qu'elle est complètement dévouée à la vie de la maison et en particulier à la santé de tous, ce qui paraît une force et une faiblesse. Elle apprendra plus tard que le rôle de vassal devait lui être normalement confié.
Elle revêt l'armure de Shinken Yellow ; son arme le shaken, un shuriken en forme d'étoile, et son symbole est la Terre. Elle possède l'origami du Singe.

### Genta Umemori
Genta est un ami d'enfance de Takeru, de sang non noble. Il s'est vu confier par le jeune Takeru l'origami du poulpe (Ika Origami), avant de partir de la ville pour créer un magasin ambulant de  sushis. 
Il a un tempérament extrêmement positif et enthousiaste. N'ayant pas suivi de formation en tant que samourai, il avoue à Takeru qu'il a créé son morpher Sushi Changer, bien qu'il n'ait pas la maitrise complète de son Mojikara.
Il revêt la combinaison de Shinken Gold ; son arme est Sakanamaru, une lame courte qu'il porte dans le bas du dos. Il maîtrise le Iaijustu, l'art de frapper rapidement en dégainant et rengainant à grande vitesse. Il possède l'origami du Calamar, et a créé l'origami du Homard.

## Arsenal
- Shodo Phone (ショドウフォン, Shodō Fon?) : C'est le téléphone des Shinkengers, qui leur permet de se transformer. En mode « pinceau » (筆モード, Fude Mōdo?), ils peuvent utiliser leur Mojikara (モヂカラ（文力）, Mojikara?) pour écrire le nom d'un objet ou d'un animal pour le matérialiser.
- Shinkenmaru (シンケンマル, Shinkenmaru?) : Les sabres des Shinkengers peuvent accumuler le pouvoir des Shinkengers grâce aux disques. Ils peuvent également les changer en armes spécifiques. 
  - Rekka Daizanto (烈火大斬刀, Rekka Daizantō?) : Shinken Red Change son sabre en une imposante arme à deux mains à la lame triangulaire, avec un seul tranchant. L'un des disques des Origami auxiliaires la transforme en Lance-disque alliant la puissance de l'Origami à celle des éléments utilisés par les Shinkengers.
    - Kabuto Origami allie sa puissance de tir en rafale aux cinq éléments des Shinkengers.
    - Kajiki Origami allie sa puissante capacité tranchante aux cinq éléments des Shinkengers.
    - Tora Origami allie sa terrible foreuse aux cinq éléments des Shinkengers.

  - Water Arrow (ウォーターアロー, Wōtā Arō?) : Shinken Blue change son sabre en arc. Il peut tirer des flèches d'eau. Utilisé avec le disque de l'Espadon, il peut également soigner certains maux.
  - Heaven Fan (ヘブンファン, Hebun Fan?) : Shinken Pink change son sabre en un éventail de combat lançant des bourrasques à volonté.
  - Wood Spear (ウッドスピア, Uddo Supia?) : Shinken Green change son sabre en un yari à longueur changeante.
  - Land Slicer (ランドスライサー, Rando Suraisā?) : Shinken Yellow change son Sabre en shuriken géant. Elle peut s'en servir de bouclier ou le lancer pour atteindre de nombreux ennemis d'un seul coup.
- Sushi Changer (スシチェンジャー, Sushi Chenjā?) : C'est le téléphone de Genta. En écrivant des mots dans le téléphone, il peut obtenir un résultat similaire aux Shinkengers avec leur Shodo Phones. En mode sushi il peut se transformer en Shiken Gold.
- Sakanamaru (サカナマル, Sakanamaru?) : C'est l'épée de Shinken Gold, elle a la forme d'un barracuda.
- valise d'analyse secrète Inromaru (秘伝解析器インロウマル, Hiden Kaisekiki Inrōmaru?) : Cette boîte contient le pouvoir de tous les origamis (sauf le Ushi Origami). Elle permet de passer en Super Mode. Il n'y a qu'un seul Inromaru.
  - Super Shinkenmaru (スーパーシンケンマル, Sūpā Shinkenmaru?) : C'est lorsque l'Inromaru est attaché au sabre et ainsi décuple le pouvoir du Super Shinkenger.
- Kyoryumaru (恐竜マル, Kyōryūmaru?) : Lorsque le disque du Kyoryu Origami est inséré dans le Shinkemaru celui-ci a sa lame remplacée par le Kyoryu Origami qui peut s'allonger et attaquer dans toutes les directions.
- Mougyu Bazooka (モウギュウバズーカ, Mōgyū Bazūka?) : Cette arme de destruction finale est créée avec le surplus de pouvoir du Ushi Origami combiné avec le Shinkenmaru.
- Super Mougyu Bazooka (スーパーモウギュウバズーカ, Sūpā Mōgyū Bazūka?)

## Origami
- 獅子 Shishi Origami : Lion du Shinken Red. Il prend aussi la forme d'un badge Pentagonale avec le Kanji du feu. Il peut Lancer du Feu par sa bouche. Il devient le Corps du Shinken-Oh.
- 竜 Ryu Origami : Dragon du Shinken Blue. Il prend aussi la forme d'un badge hexagonale avec le Kanji de l'eau. Il peut lancer un Feu de couleur bleu par sa bouche. Il Devient la jambe gauche du Shinken-Oh, et lui permet de sauter. Il renferme aussi son heaume de samurai.
- 亀 Kame Origami : Tortue du Shinken Pink. Il prend aussi la forme d'un badge circulaire avec le Kanji du vent. Il peut créer une tornade. Il devient le bras droit du Shinken-Oh.
- 熊 Kuma Origami : Ours du Shinken Green. Il prend aussi la forme d'un badge cubique avec le Kanji de la foret. Son attaque griffe est redoutable. Il devient la jambe Droite du Shinken-Oh.
- 猿 Saru Origami : Singe du Shinken Yellow. Il prend aussi la forme d'un badge triangulaire avec le Kanji de la terre. Il martèle son Adversaire avec ses énormes poings. Il devient le bras gauche de Shinken-Oh.
- 甲虫 Kabuto Origami : Ce scarabée est le seul parmi les Origamis secondaires à ne pas avoir été perdu. Il fut utilisé, dans un premier temps par Takeru, puis donné à Mako. Il revient finalement à Chiaki. Il se cache dans le disc Kabuto.
- 折り紙メカジキ Kajiki Origami : cet Espadon était en fuite. Il parcourait les mers du globe en attendant d'être capturé de nouveau. Ce sera fait par Ryunnosuke, qui sera envoyé par Takeru pour le récupérer. Il se cache dans le disc Kajiki depuis ce jour.
- 虎 Tora Origami : ce tigre était enfermé dans une faille sur les bords de la rivière Sanzu Par le sceau des Shiba. récupéré par un Gedōshu, il fut par la suite repris par Takeru qui le conservera depuis lors. 
  - Daitenkuu : l'assemblage de Kabuto Origami, Kajiki Origami et Tora Origami, créent le Daitenkuu. C'est un vaisseau ressemblant à un oiseau. les trois Origamis précités doivent dont être pilotés par des personnes différentes.
- 烏賊 Ika Origami : Calamar Géant propriété des Shiba. Takeru l'offrit à Genta quand ils étaient jeunes. Genta s'en servit pour créer le Suyshi Changer, et devenir Shinken Gold.
  - Ika Tenkuu-Buster : C'est un canon géant formé par les Origami auxiliaires. Ainsi peut être surnommé Ika Origami, Kabuto Origami, Kajiki Origami et Tora Origami.
- 蝦 Ebi Origami : ce homard a été créé par Genta. Il fut activé par les Shinkenger, pour attirer un Gedōshu qui avait pris l'Âme de Kotoha, afin de sauver la vie de celle-ci.
- Kyoryuu Origami : Ce Requin peut servir d'épée au Shinken-Oh. La particularité de cette Arme est de s’allonger et d'attaquer dans toutes les directions.
- 牛Ushi Origami : Ce taureau était créé par d'anciens vassaux des Shiba. Mais il fut scellé dans une montagne, car il n'était pas maniable. Il fut réveillé par le dernier membre de cette famille, avant que Takeru puisse le contrôler.
- Daigoyou : Pendant sa provisoire Peur des Sushis, Genta, afin de se faire remplacer auprès de ses Amis, décida de créer Daigoyou. Il peut être utilisé par n'importe lequel d'entre eux. Il comprend une épée et un lance disques.

## Samourai Gattai
- Shinken-Oh : Il s'agit de la combinaison des cinq origami de base des Shinkengers, c'est-à-dire : Shishi Origami, Ryuu Origami, Kame Origami, Kuma Origami et Saru Origami.
  - Samouraï Buso : C'est lorsque le Shinken-Oh se combine avec un autre Origami. Celui-ci Équipe Shinken-oh de pièces d'armure, d'armes et de heaumes différents. Alliant ainsi la puissance de l'origami utilisé à celle du Shinken-Oh :
    - Avec le Kabuto Origami, le Shinken-Oh reçoit des Brassard se défense ainsi qu'un nouveau Heaume, lui attribuant la capacité Lance missile en rafale du Kabuto.
    - Avec le Kajiki Origami, le Shinken-Oh reçoit un lance torpille dorsale, et un heaume. Il récupère les capacités tranchantes et lance torpille du Kajiki, et peut utiliser le sabre à deux Lames.
    - Avec le Tora Origami, le Shinken-Oh reçoit quatre foreuses et un nouveau heaume. Il peut ainsi utiliser la capacité de Forage du Tora.
    - Tenkuu Shinken-Oh : Ryunosuke, alors alité et provisoirement sur la touche, comprit qu'il était possible d'assembler au Shinken-Oh, les trois Origami (Kabuto Origami, le Kajiki Origami et le Tora Origami) à la fois, quand ceux-ci forment le Raitenkuu. Ainsi fut créé le Tenkuu Shinken-Oh. En plus de recevoir les capacités des trois Origamis indépendamment, il peut donc voler et attaquer, lors des coups de grâce, avec la puissance des huit Origami en une fois.
    - Avec le Ika Origami, Le Shinken-Oh reçoit un nouveau bouclier et une arme très tranchante, apparenté aux brise roches. Il ne reçoit pas de Heaume dans cette configuration, mais deux épaulières.
    - Avec le Kyoryu Origami, le Shienken-Oh reçoit une nouvelle épée dont la longueur et la rigidité de la lame peuvent changer. Il reçoit également un nouveau heaume. Il peut attaquer dans toutes les directions, grâce à la capacité "géométrie variable" de la lame.
- Daikai-Oh : Ebi Origami à la faculté de se transformer en robot de combat. Il devient alors le Daikai-Oh. Il peut ainsi devenir un allié de poids pour le Shinken-Oh. La particularité de ce robot est de posséder plusieurs modes de combats en fonction des quatre points cardinaux. Il peut ainsi s'adapter à toutes les situations. Son heaume change en fonction du mode, et le kanji du point cardinal activé est inscrit sur son front.
  - Grâce au mode Est 東, il devient Higashi Daikai-Ho. Il peut alors utiliser les pinces du mode Ebi pour Frapper et saisir l'adversaire.
  - Grâce au mode Sud 南, il devient Minami Daikai-Ho. Il combat alors, avec deux sabres.
  - Grâce au mode Ouest 西, Il devient Nishi Daikai-Ho. C'est un mode défensif qui utilise un éventail métallique pour parer n'importe quelle attaque.
  - Grâce au mode Nord 北, il devient Ika Daikai-Oh. Comme son nom l'indique, ce mode est considéré comme un Samurai Buso. En effet, dans ce mode, Son Arme et son plastron lui sont fournis, non pas par Ebi, comme les autres modes, mais par Ika. C'est un peu le mode Ultime de Daikai-Ho.
  - Daikai Shinken-Oh : La création de l'Inromaru a permis des assemblages inédits, et insufflé une puissance plus grande aux Origamis. La première de ses combinaisons reste Le Daikai Shinken-Ho. Si le Shinken-oh et le Daikai-oh ne sont pas assez puissant en combat côte-à-côte, ils se combinent en un seul robot.
- Mogyudai-Oh : À l'instar de l'Ebi Origami, Ushi Origami possède un mode robot. Il devient alors Mogyudai-Oh. Il est équipé d'un pistolet mitrailleur et de deux lance-missiles. 
  - Samurai Ha-Oh : Bien qu'il ait été découvert après la création de l'Inromaru, cette dernière a une influence sur le Mogyudai-Oh. Shinken-Oh, le Daikai-Ho, le Raitenkuu et l'Ika Origami se combinent, alors avec lui pour donner un Robot encore plus puissant, le Samurai Ha-Oh.
    - Kyoryu Samurai Ha-Oh : Samurai Buso assemblé, à partir du Samurai Ha-Oh, le Kyoryu Samurai Ha-Oh utilise comme Sabre, le Kyoryu Origami. Il peut ainsi allier à sa formidable puissance, la capacité Lame à géométrie variable de ce dernier. Utilisant les douze Origamis, il est le robot le plus puissant des Shinkengers.
- Daigoyo : Daigoyo peut, en mode Robot combattre aux côtés des autres Robots des Shinkengers. Il peut également se substituer au Shishi Origami dans la combinaison Shinken-Oh, offrant ses bras et ses jambes à celui-ci. Dans les autres combinaisons, il est déposé dans le cockpit du robot sur un socle conçût pour lui.

## Gedoshu
Les Gedoshu (外道衆, Gedōshū) vivent dans les interstices qui connectent notre monde à l'autre monde. Ils voguent à bord de la jonque Rokumon (六門船, Rokumonsen). Ils ont été adaptés aux États-Unis en Nighlok
- Dokoku Chimatsuri (血祭 ドウコク, Chimatsuri Dōkoku?) en américain (Maître Xandred): C'est le maître des Gedoshu.
- Dayu Usukawa (薄皮 太夫, Usukawa Dayū?) adapté devient (Dayu) (épisodes 1-48) : Cette femme est le bras droit de Dokoku.
- Shitari des Os (骨のシタリ, Hone no Shitari?) adapté devient (Octoroo) (épisodes 1-40) : Cet homme est le bras droit des Gedoshu.
- Akumaro Sujigarano (筋殻 アクマロ, Sujigarano Akumaro?) adapté devient (Serrator)(épisodes 27-43) :
- La compagnie Nanashi (ナナシ連中, Nanashi Renjū?) regroupe les fantassins des Gedoshu.
- Les Ayakashis (アヤカシ, Ayakashi?) sont les monstres envoyés par les Gedoshu.
- Les Kirigamis (切神, Kirigami?) (épisodes 28, 34, 40, 43) sont les monstres créés par Akumaro.
- Chinomanako (kamen rider decade épisodes 24, 25. shikenger episode 21 ) : C'est un Ayakashis qui a volé le Diendriver de kaito et devient kamen rider Chinomanako , à la fin il est détruit par  Shinken Red et kamen rider decade.

## Génériques
Générique de début
- Samurai Sentai Shinkenger (侍戦隊シンケンジャー Samurai Sentai Shinkenjā)

```
   Paroles: Shoko Fujibayashi
   Composition: YOFFY
   Arrangement: Project.R (Kenichiro Ōishi & Psychic Lover) 
   Chanteur: Psychic Lover (Project.R)
```

Générique de fin
- Shirokujimuchū Shinkenger (四六時夢中　シンケンジャー Shirokujimuchū Shinkenjā, "Dreaming 24/7, Shinkenger")

```
   Paroles: Shoko Fujibayashi
   Composition: Hideaki Takatori
   Arrangement: Project.R (Hiroaki Kagoshima)
   Chanteur: Hideaki Takatori (Project.R)
   Instruments: Zetki (Z旗 Zettoki)
   Épisodes: 1-20, 29-48
```

- Shirokujimuchū Shinkenger ~Ginmakuban~ (四六時夢中 シンケンジャー～銀幕版～ Shirokujimuchū Shinkenjā ~Ginmakuban~, "Dreaming 24/7, Shinkenger (Movie Version)")

Il s'agit du générique promotionnel du film Samurai Sentai Shinkenger The Movie: The Fateful War (侍戦隊シンケンジャー銀幕版　天下分け目の戦 Samurai Sentai Shinkenjā Ginmakuban Tenkawakeme no Tatakai) sorti au Japon le 8 août 2009.
```
   Paroles: Shoko Fujibayashi
   Composition: Hideaki Takatori
   Arrangement: Project.R (Hiroaki Kagoshima)
   Chanteurs: Shinkengers (Tori Matsuzaka, Hiroki Aiba, Rin Takanashi, Shogo Suzuki, Suzuka Morita, Keisuke Sohma) & Hideaki Takatori
   Épisodes: 21-28
```